# Monte Fellone
Monte Fellone is een plaats (frazione) in de Italiaanse gemeente Villa Castelli.